# Йоланда Арагонска
Йоланда Арагонска (на френски: Yolande d’Aragon; * 1379 или 11 август 1384, Барселона; Испания; † 14 ноември 1442, Сомюр, Франция) е номинална „кралица на четири кралства“ (Арагон, Сицилия, Йерусалим, Неапол (или, възможно, Кипър), херцогиня Анжуйска.
Взема дейно участие при възкачването на престола на Шарл VII Победоносния. Ползва се с огромно уважение сред своите съвременници. В частност, Бодини, хронист на Бургундския дом я назовава по общо убеждение – „най-прекрасната и най-мъдрата от всички принцеси от християнския свят“. Крал Луи XI /неин внук/ се изразява още по-ясно, като отбелязва, че това е „жена с мъжко сърце“. Така също я наричат „една от жените, създали Франция“.

## Живот

### Произход
Тя по-малката дъщеря на Хуан I Ловеца, крал на Арагон, и Йоланда дьо Бар (внучка на краля на Франция, Жан II Добрия).

### Брак
Йоланда се омъжва за херцог Луи II Валоа-Анжуйски на 2 декември 1400 г. в Арл. Във Франция тя носи титлата херцогиня Анжуйска и графиня Прованска. От брака им се раждат пет (или шест) деца.
Луи II Анжуйски значителна част от времето прекарва в Италия, сражавайки се за трона на Неапол. В това време владенията му управлява неговата жена Йоланда Арагонска, поддържаща за себе си репутация на умна и пресметлива управница. Резиденцията на кралицата се намира в Анже, по-късно – в Сомюр.

### Участие в съдбата на Франция
Независимо че нейният мъж Луи II иска сближение с дом Орлеан, на 8 декември 1413 г. Йоланда се среща в Парижката кралска резиденция Барбет с кралицата на Франция, Изабела Баварска, и сключва с нея договор за брак на своята дъщеря Мари д'Анжу с третия син на кралицата Шарл VII, в това време носещ титлата граф Поатие. Изабела Баварска, желаеща да се избави от нелюбимия си син, бързо се съгласява. В качество на подарък поднася на Йоланда седем златни чаши с герб на Арагон. Принц Шарл получава подарък от бъдещата си тъща Йоланда, гарафа и златна чаша.
Годежът е тържествено отпразнуван на 18 декември, и съответния документ е скрепен с подписите на дофина Луи, херцога на Анжу, херцог дьо Орлеан, графа дьо Вертю и Бернар Арманяк. След това Шарл се заселва в Анже при бъдещата тъща, която до смъртта ѝ, той почита като майка като и се подчинява безпрекословно.
След битка при Аженкур (1415 г.) Херцогство Анжу се оказва под заплаха. Затова мъжът на Йоланда, Луи Валоа-Анжу, настоява тя, заедно с децата и зета, да се прибере в Графство Прованс.
През 1416 г. умира старшият дофин. На 29 април 1417 Луи II Валоа-Анжуйски умира от болест, а скоро след него и втория по-голям брат на Шарл, в резултат на това самият той става дофин на Франция.

#### Писмо до кралицата
На всички искания на кралица Изабела да върне Шарл в Париж, Йоланда отговаря с решителен отказ. Съхранено е нейно недвусмислено писмо до кралицата:
| „ | На жена, която живее с любовници, дете абсолютно не ѝ е нужно. Не затова съм го хранила и възпитавала, че да умре под Ваша опека, както неговите братя; или Вие ще направите от него англичанин, в каквато се превърнахте Вие самата, или да го доведете до лудост, както направихте с неговия баща. Той остава при мен, а Вие, ако се осмелите, пробвайте да си го вземете. | “ |

#### Среща с краля и съюзи
През юли 1417 г., срещайки се с безумния крал Шарл VI, Йоланда съумява да получи от него указ, в който дофинът Шарл е признат за законен син на краля, и по такъв начин, макар и косвено, са потвърдени неговите права за престола. Йоланда все пак е принудена да сключи сепаративен мир с англичаните, по който те се задължават да не нападат нейните владения. В качество на съюзник приема в началото на страна на бургундците (1417 – 1420 години), след подписания Договор в Троа (1420), в опит да защити правата на своя зет се съюзява с арманяките.
От 1422 г. участва в кралския съвет, представлявайки в него анжуйската партия. Оказва огромно влияние на слабохарактерния крал. През 1425 г. под нейно влияние конетабъл на Франция става Артур дьо Ришмон и се подписва Сомюрския мир, на нея се отдава да привлече на страната на краля своя бъдещ зет, херцогът на Бретон, по-големия брат на Ришмон.
През 1427 г. херцог Бедфорд, считан за регент на Франция при младия английски крал, се опитва да присъедини Анжу към своите владения. Йоланда реагира незабавно, устройвайки бракове на своите деца с няколко влиятелни феодални домове. Така, нейният втори син Рене встъпва в брак с Изабела, наследница на лотарингското херцогство.
През 1428 г. Йоланда оказва значителна поддръжка на Жана д’Арк, появила се в Шинон. Любителите на легендарни версии считат, че подвига на Жана, нейното появяване и разговора с краля е спектакъл, умело режисиран от неговата тъща. Дали това е така или не, е неизвестно, но затова е установено точно, че отбраната на Орлеан, армията на Жана, впрочем, както и шинонския двор, се осъществяват практически с парите на кралица Йоланда.

### Последни години
През 1434 година тя загубва своя най-голям син Луи III Валоа-Анжуйски. Вместо него херцогството получава вторият ѝ син Рене I Неаполитански, откупен от майка си Йоланда от бургундски плен. Така се счита също, че тя се е погрижила Агнес Сорел да стане кралска фаворитка.
Йоланда умира на 14 декември 1443 година в Сомюр и е погребана в Анже в църквата Сен-Морис. В своето завещание, тя оставя значителни суми за възстановяване на разрушената от войната Франция.

## Деца
От брака с Луи Анжуйски има децата:
- Луи III Валоа-Анжуйски (* 1403, † 1434), бъдещ херцог Анжуйски;
- Мари д'Анжу (* 1404, † 1463), бъдеща кралица на Франция, съпруга на Шарл VII;
- дъщеря (* 1406, † в ранна детска възраст);
- Рене I Анжу (* 1408, † 1480), наследява Херцогство Анжу след смъртта на брат си Луи; номинален крал на Неапол;
- Йоланда (* 1412, † 1440, омъжена за херцог Франсоа дьо Бретон, херцог на Бретон, граф дьо Монфор-л’Амори и титулярен граф Ричмонд от 1442 година, от дом дьо Дрьо;
- Шарл Менски (* 1414, † 1472), придворен на Шарл VII Победоносния.

- Луи III Валоа-Анжуйски,
син
- Мари д'Анжу,
 дъщеря
- Рене I Анжу,
син
- Шарл IV Менски,
син